# Батерст-Ньюкасл
Батерст-Ньюкасл (англ. Bathurst-Newcastle) — унікальний за масштабами рудний поліметалічний район в північній частині провінції Нью-Брансвік, Канада.

## Характеристика
Включає понад 20 колчедано-поліметаліч. родов., які приурочені до великого (68х48 км) куполоподібного підняття, складеного ордовик-силурійськими вулканогенно-осадовими породами, перетвореними метаморфізмом в кварц-полевошпатові порфірити, хлоритові сланці і кварцити. Формування руд відбувалося синхронно з осадоутворенням. Найбільш великі родов. розташовуються як на межі, так і безпосередньо над пачками вулканіч. порід в осадових відкладах. Рудні тіла пласто-, стрічко- та лінзоподібної форми залягають узгоджено з вміщаючими породами. Довжина рудних тіл за простяганням 300—400 м, іноді −1300 м, потужність від 2-3 до 70 м. Сумарні запаси металів на всіх родов. оцінюються більш ніж в 5 млн т Pb і 12 млн т Zn при вмісті в рудах на різних родов. Pb 1,6-3,8 %, Zn 4,1-9,2 %, Cu 0,3-1,1 %, Ag 36-96,4 г/т, Au до 1 г/т. Найбільші родовища району Брансвік-12, Брансвік-6.

## Технологія розробки
Родовища розробляються кар'єрами і шахтами.